# Geltwil
Geltwil (schweizerdeutsch: Gälte, ˈɡæltəl) ist eine Einwohnergemeinde im Schweizer Kanton Aargau. Sie gehört zum Bezirk Muri und liegt im oberen Bünztal an der Grenze zum Kanton Luzern. Geltwil ist einwohnermässig die kleinste Gemeinde des Bezirks.

## Geographie
Die ländlich geprägte Gemeinde liegt am gleichmässig abfallenden Osthang des Lindenbergs und besteht aus den beiden Siedlungen Geltwil und Isenbergschwil. Der östlichste Zipfel befindet sich auf einem Ausläufer des Wagenrain, der durch den tief eingeschnittenen Rüeribach, einem Quellbach der Bünz, vom restlichen Gemeindegebiet getrennt ist. Auf einer Geländeterrasse unmittelbar westlich des Baches liegt auf einer Höhe von 575 m ü. M. der Weiler Isenbergschwil. Rund einen Kilometer weiter westlich liegt am Sörikerbach, dem zweiten Quellbach der Bünz, das nur unwesentlich grössere Geltwil (681 m ü. M.).
Die Fläche des Gemeindegebiets beträgt 328 Hektaren, davon sind 49 Hektaren bewaldet und 18 Hektaren überbaut. Der höchste Punkt befindet sich auf 830 m ü. M. auf dem Grat des Lindenbergs, der tiefste auf 525 m ü. M. am Rüeribach. Nachbargemeinden sind Buttwil und Muri im Norden, Merenschwand im Osten, Beinwil (Freiamt) im Süden sowie das luzernische Hitzkirch im Westen.

## Geschichte
Die erste urkundliche Erwähnung von Geltwile erfolgte im Jahr 1160 in den Acta Murensia. Der Ortsname stammt vom althochdeutschen Geltinwilari und bedeutet «Hofsiedlung des Gelto». Geltwil und Isenbergschwil gehörten zum ältesten Besitz des 1027 gegründeten Klosters Muri, zahlreiche Mönche dieser bedeutenden Benediktinerabtei stammten von hier. Nach der Eroberung durch die Eidgenossen im Jahr 1415 gelangten beide Dörfer zum Amt Muri in den Freien Ämtern, blieben aber weiterhin eng mit dem Kloster verbunden. Am 20. März 1797 vernichtete ein Grossbrand sämtliche Gebäude von Isenbergschwil, die Siedlung wurde mit grösserem Gebäudeabstand wieder aufgebaut.

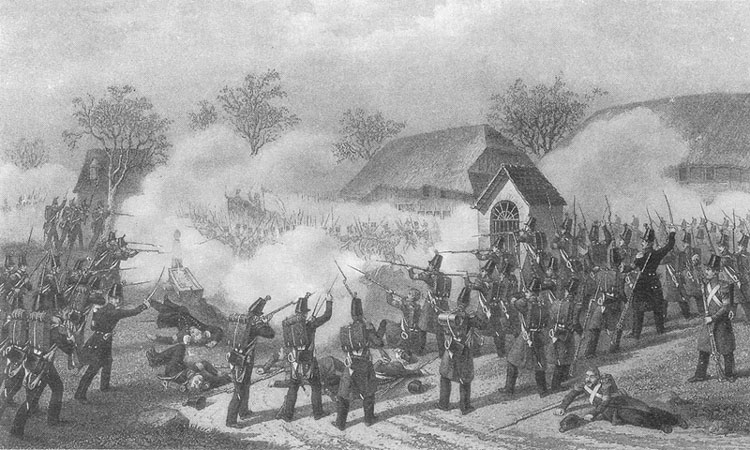
Gefecht von Geltwil

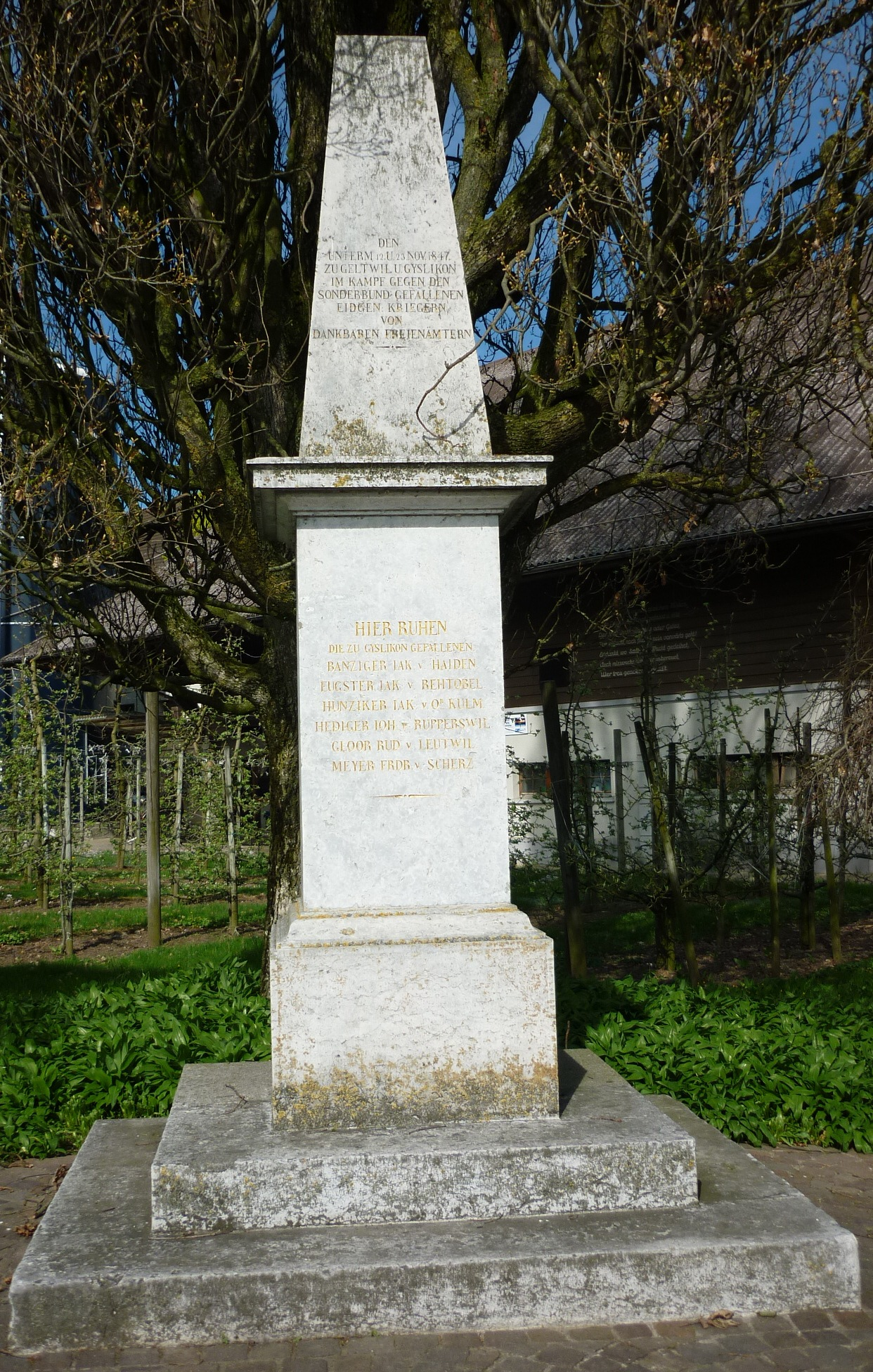
Denkmal Sonderbundskrieg (stand vorher als Grabstein auf dem Friedhof Muri)

Im März 1798 nahmen die Franzosen die Schweiz ein und riefen die Helvetische Republik aus. Geltwil bildete zusammen mit Isenbergschwil und Winterschwil (welches heute ein Teil von Beinwil (Freiamt) ist) eine Munizipalität im Distrikt Muri des kurzlebigen Kantons Baden. Nach der Gründung des Kantons Aargau im Jahr 1803 zerfiel die Gemeinde. Doch bereits am 26. Juni 1816 wurden Geltwil und Isenbergschwil endgültig fusioniert. Während des Sonderbundskriegs kam es am 12. November 1847 auf dem Dorfplatz von Geltwil zu einem Gefecht. Die von Guillaume Henri Dufour angeführten Truppen der Eidgenossenschaft trafen dabei auf Einheiten des Sonderbunds. Bei dem im dichten Nebel geführten Schusswechsel gab es ein Dutzend Tote (siehe Gefecht von Geltwil).
1942 musste die Schweiz unter dem Druck der Achsenmächte die Sommerzeit einführen. Doch die Gemeindeversammlung von Geltwil beschloss einstimmig, die Umsetzung dieser von aussen aufgezwungenen Massnahme zu verweigern und damit «ein Zeichen gegen das Anpassertum» zu setzen. So gab es in der Schweiz zwei Zeiten, neben der offiziellen auch eine Geltwiler Zeit. Die Schweizer Medien belächelten diesen Entscheid als eigenwilliges Vorgehen hinterwäldlerischer Bauern. Bei der zweiten Einführung der Sommerzeit im Jahr 1981 leistete Geltwil hingegen keinen Widerstand mehr.

## Sehenswürdigkeiten

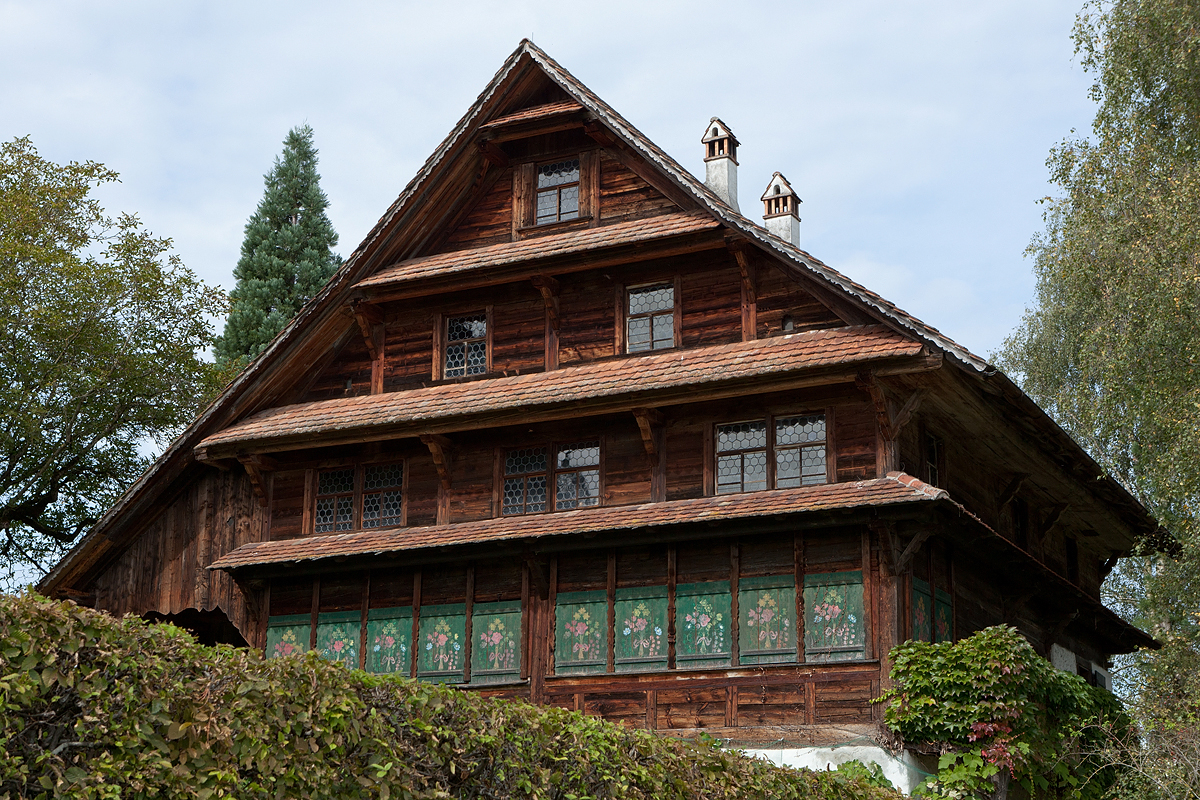
Käppeli-Haus

Im Weiler Isenbergschwil befindet sich das nach einem Brand 1802 neu aufgebaute Käppeli-Haus. Ein Grossteil der alten Bausubstanz ist erhalten. 1982/83 wurde das Haus sorgfältig restauriert. Das Privatmuseum befindet sich im Schweizerischen Inventar der Kulturgüter von nationaler Bedeutung.

## Wappen
Die Blasonierung des Gemeindewappens lautet: «In Rot über grünem Dreiberg gelbe Gelte mit schwarzen Reifen, überhöht von gelbem Batzen.» Bis 1955 führte die Gemeinde die Martersäule Christi als Wappen, die jedoch historisch gesehen für die gesamten Freien Ämter steht. Für das neue Wappen griff man auf eine volksetymologische Deutung des Ortsnamens zurück.

## Bevölkerung
Die Einwohnerzahlen entwickelten sich wie folgt:
| Jahr      | 1850 | 1900 | 1930 | 1950 | 1960 | 1970 | 1980 | 1990 | 2000 | 2010 | 2020 |
| Einwohner | 207  | 154  | 139  | 158  | 135  | 150  | 129  | 152  | 137  | 186  | 221  |

Am 31. Dezember 2023 lebten 232 Menschen in Geltwil, der Ausländeranteil betrug 12,5 %. Bei der Volkszählung 2015 bezeichneten sich 50,7 % als römisch-katholisch und 14,9 % als reformiert; 34,4 % waren konfessionslos oder gehörten anderen Glaubensrichtungen an. 94,2 % gaben bei der Volkszählung 2000 Deutsch als ihre Hauptsprache an.

## Politik und Recht
Die Versammlung der Stimmberechtigten, die Gemeindeversammlung, übt die Legislativgewalt aus. Ausführende Behörde ist der fünfköpfige Gemeinderat. Er wird im Majorzverfahren vom Volk gewählt, seine Amtsdauer beträgt vier Jahre. Der Gemeinderat führt und repräsentiert die Gemeinde. Dazu vollzieht er die Beschlüsse der Gemeindeversammlung und die Aufgaben, die ihm vom Kanton zugeteilt wurden. Für Rechtsstreitigkeiten ist in erster Instanz das Bezirksgericht Muri zuständig. Geltwil gehört zum Friedensrichterkreis XIII (Muri).

## Wirtschaft
In Geltwil gibt es gemäss der im Jahr 2015 erhobenen Statistik der Unternehmensstruktur (STATENT) rund 90 Arbeitsplätze, davon 38 % in der Landwirtschaft, 14 % in der Industrie und 48 % im Dienstleistungssektor. Die meisten Erwerbstätigen sind Wegpendler und arbeiten in Muri oder in weiteren umliegenden Gemeinden.

## Verkehr

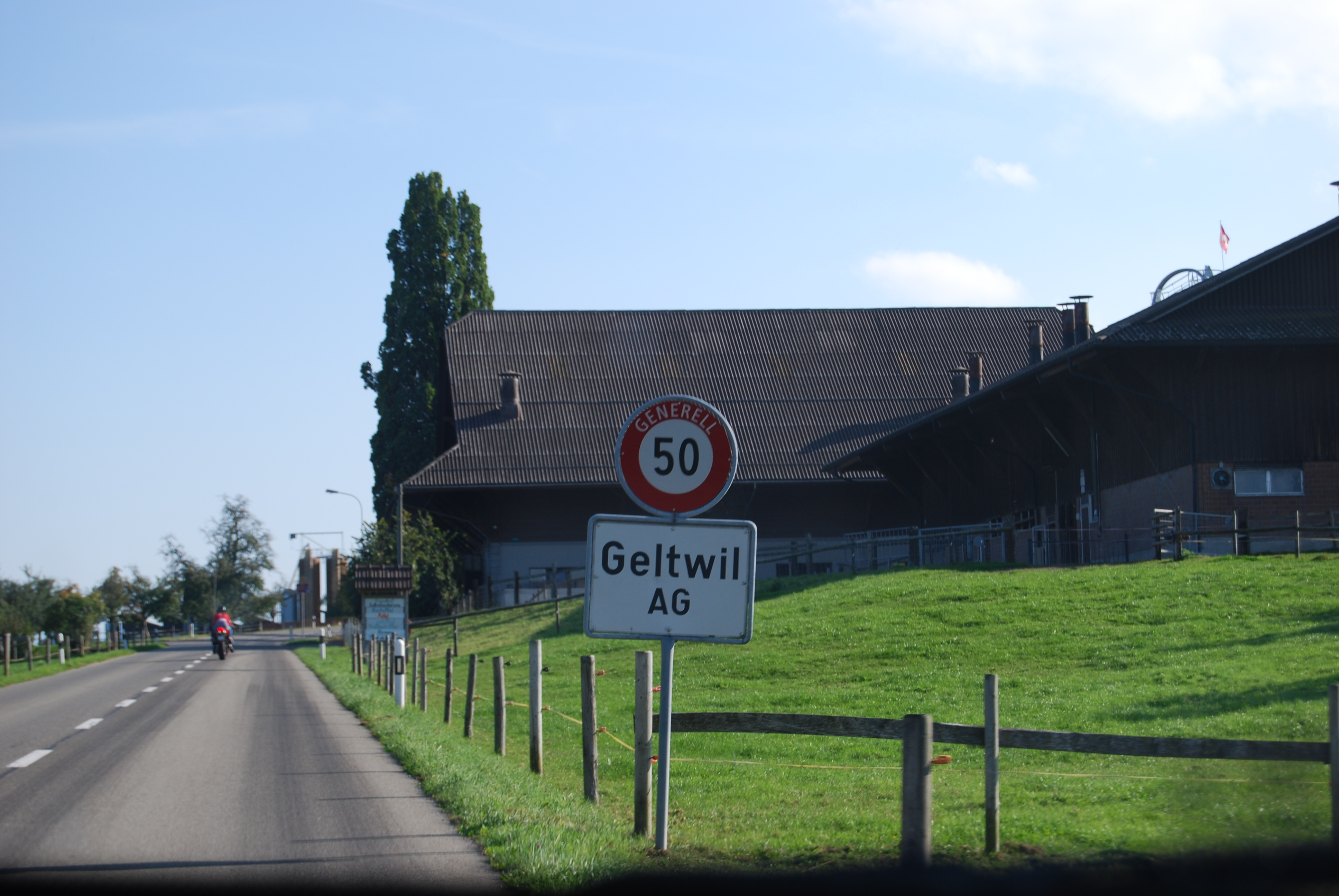
Orteinfahrt von Geltwil

Das Dorf liegt weit abseits des Durchgangsverkehrs und ist durch Ortsverbindungsstrassen mit Muri und Beinwil (Freiamt) verbunden. Geltwil ist die zweitletzte Gemeinde des Kantons, die an das Netz des öffentlichen Verkehrs angeschlossen wurde: Die Postautolinie von Muri nach Buttwil verkehrt seit dem Fahrplanwechsel am 12. Dezember 2004 weiter nach Geltwil und Isenbergschwil.

## Bildung
Die Primarschule von Geltwil musste 2017 aus Mangel an Schülern geschlossen werden. Seither müssen diese nach Buttwil, wo sich auch der Kindergarten befindet. Die Oberstufen der obligatorischen Volksschule (Realschule, Sekundarschule, Bezirksschule) können in Muri besucht werden. Das nächstgelegene Gymnasium ist die Kantonsschule Wohlen.